# Carex macloviana
Carex macloviana — вид багаторічних трав'янистих рослин родини осокові (Cyperaceae).

## Опис
Стебла (9)16–60 см. Листя: піхва зовні біло-гіалінова, рідко подовжується до 3 мм; листових пластин 2–6 на родючих стеблах, їх розмір (4)8–18 см × (1.7)2–3.6(4) мм. Суцвіття натягнуто випростані, щільні, коричневого або темно-коричневого кольору, 0.9–2.1 см × 10–15(18.5) мм. Колосків (3)5–9, їх розмір 5.5–10.5 × 4–7 мм. Маточкові луски від золотого до коричневого кольору, часто червонуваті, 2.7–3.5(4) мм. 2n = 86.

## Поширення
Північна Америка: Гренландія, Канада, США; Європа: Фінляндія, Ісландія, Норвегія і Швеція. Населяє береги гірських озер і річок, вологі луки та схили, болота та інші вологі ділянки, порушені ділянки.